# Moulin de Pétal
Le Moulin de Pétal était situé sur la commune de Troyes dans le département de l'Aube. Construit au XIIe siècle par les comtes de Champagne.

## Histoire
Il est construit par les comtes de Champagne et donné en 1174 par Henri le Libéral pour la fondation de l'Hôtel-Dieu-le-Comte de Troyes. Est connu comme moulin Pestau, la Cartonnerie, moulin Saint-Julien  ou moulin de l'Hôtel Dieu.
Dès le début du XVe siècle, il était utilisé pour produire du papier par M. Guillaume Thierry. En 1539, Simon Nivelle, papetier juré de l'université de Paris louait le moulin et faisait ajouter une roue à écorce à la roue à blé et celle à papier. Il passait à Edmond et Jacques le Bey en 1581 pour un loyer de 210 écus sol d'argent et deux rames de papier fin ; il l'exploitait jusqu'à sa mort en 1632. Les papetiers Nicolas Gouault puis Edmé Debure en firent l'exploitation au XVIIe siècle.

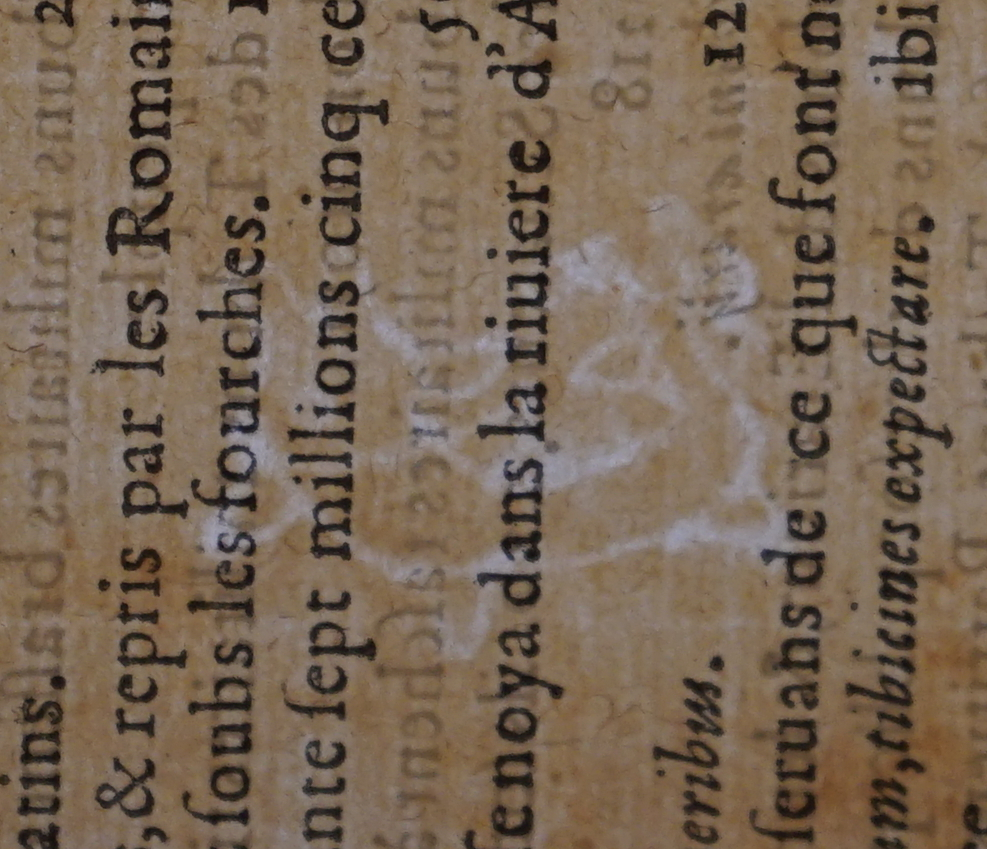
Bar en filigrane, marque des Jolly.

En 1746 il est loué à Nicolas Colin, meunier, et reste dans la famille par Jolly-Colin, Jolly-Massey, Jolly-Gautherin. Rebâti en 1854 par Jolly-Gautherin pour faire du carton mais il brûle en 1857. En 1887, pour 30 000 frs, M. Thibaut l'achetait et le réunissait au Moulin du Roy pour moudre du blé.
Après la Grande Guerre, il est utilisé par la société Produit S.A.V.